# Powszechny Niemiecki Kodeks Handlowy
Powszechny Niemiecki Kodeks Handlowy (niem. Allgemeines Deutsches Handelsgesetzbuch) – kodeks normujący prawo handlowe w Niemczech. Opracowany przez komisję w Norymberdze w 1861. W 1862 kodeks ten wprowadziła Austria, ale bez księgi regulującej prawo morskie. Następnie wprowadzono go w życie w Związku Północnoniemieckim, a w 1871 – w II Rzeszy, gdzie obowiązywał aż do wejścia w życie HGB.